# 米澤貴光
米澤 貴光（よねざわ たかみつ、1975年8月17日 - ）は、日本の高校野球指導者。関東第一高等学校硬式野球部監督。

## 経歴
関東第一高校時代は硬式野球部に所属し、小倉全由（米澤の代が最上級生になった1992年12月に監督復帰）の指導を受けた。高校時代は東京屈指の好打者として修徳高等学校の左エース高橋尚成としのぎをけずった。夏の甲子園出場をめざし東東京大会決勝に臨んだが、高橋擁する修徳に一歩及ばず敗れた。
卒業後は中央大学へ進むも在学中は東都大学野球2部リーグ所属。4年時は主将を務め、阿部慎之助は3年後輩。その後カラオケ事業・給食事業を展開していた企業・シダックスに就職した。1年目には都市対抗野球大会に出場するが、主力にはキューバからの選手もいて出番はなし。同僚に松田匡司がいた。現役引退後、2000年に関東第一高校の監督に就任。
2008年に21年ぶりの選抜高校野球、夏には14年ぶりの選手権に導いたのを皮切りに、2010年代以降春夏合わせて9度の甲子園出場を果たし、2024年夏の第106回全国高等学校野球選手権大会では準優勝に輝くなど母校を復活させている。

## 主な教え子
- 坂井遼（野球選手）
- オコエ瑠偉（野球選手）
- 石橋康太（野球選手）
- 佐藤奨真（野球選手）
- 山下幸輝（野球選手）
- 中村祐太（野球選手）
- 金子尚生（野球選手）
- 池田瞳夢（野球選手）
- 鈴木大智（野球選手）